# Isabel Marie Gose
Isabel Marie Gose (Berlino, 9 maggio 2002) è una nuotatrice tedesca, specializzata nel mezzofondo.

## Biografia
Ha rappresentato la Germania ai Giochi olimpici estivi di Tokyo 2020, in cui ha ottenuto l'11º posto nei 200 m stile libero, il 6º nei 400 m, il 9º negli 800 m e il 6º nella staffetta 4x200 me stile libero.
Agli europei di Roma del 2022 vince la medaglia d'oro nei 400 metri stile libero.
Ha fatto la sua seconda apparizione olimpica a Parigi 2024, dove ha ottenuto il bronzo nei 1500 m stile libero con il crono di 15'41"16 (nuovo record nazionale), preceduta sul podio dalla statunitense Katie Ledecky e dalla francese Anastasija Kirpičnikova. Nello stesso anno vince anche la medaglia d'oro nella medesima specialità ai mondiali in vasca corta di Budapest. 
Nel 2025 vince la medaglia d'oro nella 6 km a squadre in acque libere ai mondiali di Singapore.

## Palmarès
- Giochi olimpici

Parigi 2024: bronzo nei 1500 m sl.
- Mondiali

Doha 2024: argento negli 800m sl, bronzo nei 400m sl e nei 1500m sl.
Singapore 2025: oro nella 6 km a squadre.
- Mondiali in vasca corta

Budapest 2024: oro nei 1500m sl, argento negli 800m sl.
- Europei

Glasgow 2018: bronzo nella 4x200m sl.
Roma 2022: oro nei 400m sl, argento negli 800m sl e bronzo nei 200m sl.
- Europei in vasca corta

Glasgow 2019: argento nei 400m sl.
Kazan 2021: bronzo nei 400m sl e negli 800m sl.
- Europei U23

Dublino 2023: oro nei 400m sl, negli 800m sl e nei 1500m sl.
- Europei giovanili

Kazan 2019: oro nei 100m sl, nei 200m sl, nei 400m sl, nella 4x100m sl e nella 4x100m sl mista, argento nei 50m sl e bronzo nella 4x200m sl.